# 貝爾特酒店
貝爾特酒店（英語：pentahotels）是一間跨國酒店管理公司，總部位於德國，但由香港私營集團周大福集團旗下的瑰麗酒店集團擁有。

## 歷史
貝爾特酒店在1971年德國創立。其後被香港私人擁有的周大福集團收購。周大福集團旗下的上市公司新世界中國地產，亦於2008年，將品牌引進中國內地，作為部分新世界酒店的管理人:25。2013年，周大福集團更向新世界中國地產出售貝爾特酒店，歸屬瑰麗酒店集團（前稱新世界酒店集團）。但2015年7月，整個瑰麗酒店集團被出售予周大福集團。雖然瑰麗酒店集團並不再是新世界發展的子公司，但新世界發展作為酒店業主，仍然與瑰麗酒店集團有所合作，將酒店經營管理權，售予瑰麗酒店集團至2025年。

## 酒店列表
直至2020年4月1日, 根據其官方網站,貝爾特酒店在全球共有28間酒店,酒店據點如下:
中華人民共和國 
- 北京貝爾特酒店
- 上海貝爾特酒店
- 成都會議中心貝爾特酒店

香港
- 香港九龍貝爾特酒店（已結業）
- 香港屯門貝爾特酒店

奧地利
- 維也納

捷克
- 布拉格

比利時
- 列日
- 魯汶
- 布魯塞爾 機場
- 布魯塞爾市中心

法國
- 巴黎，戴高樂國際機場

英國
- 伯明翰
- 德比
- 因弗內斯
- 雷丁
- 靈頓
- 伊普斯維奇

德國
- 柏林-克佩尼克
- 不倫瑞克
- 開姆尼茨
- 愛森納赫
- 格拉
- 卡塞爾
- 萊比錫
- 羅斯托克
- 威斯巴登

俄羅斯
- 莫斯科-阿爾巴特

## 即將開業
中華人民共和國 
- 貝爾特廣州政成酒店

泰國
- 曼谷普羅查特貝爾特酒店

## 外部連結
- 官方网站